# Bank of London and South America
Bank of London and South America Ltd (BOLSA) var en brittisk bank med huvudkontor i London.
Banken hade sitt ursprung i den 1862 grundade London, Buenos Ayres & River Plate Bank Ltd, vars namn 1865 ändrades till London & River Plate Bank Ltd. Namnet Bank of London and South America Ltd tillkom 1923 i samband med övertagandet av London & Brazilian Bank Ltd. 1936 fusionerades banken med den stora Anglo-South American Bank Ltd. Förutom flera avdelningskontor i Storbritannien hade man kontor i Frankrike, Portugal, Spanien, USA och hela Sydamerika.
Köptes banken upp av Lloyds Bank.